# Heinrich Moritz von Attems-Heiligenkreuz

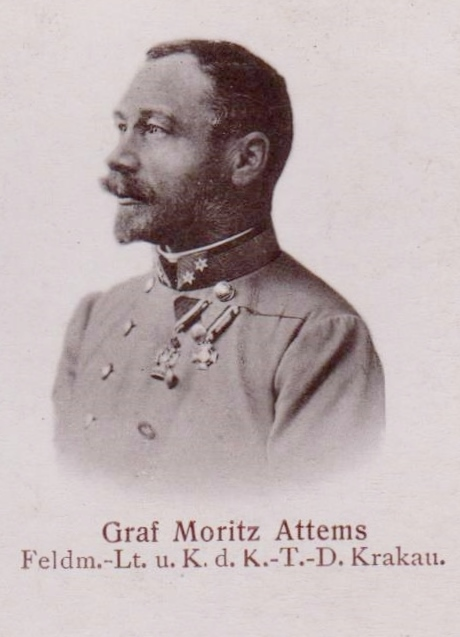
Heinrich Moritz von Attems-Heiligenkreuz

Heinrich Moritz Graf von Attems-Heiligenkreuz (* 19. März 1852 in Spielfeld; † 23. Dezember 1926 in Gösting) war k. u. k. Geheimer Rat und österreichischer General der Kavallerie.

## Leben
Moritz Graf von Attems-Heiligenkreuz wurde als Sohn von Maria Willhelm Graf von Attems-Heiligenkreuz (1810–1872) und Wilhelmine Freiin v. Ottenfels (1817–1905), Sternkreuzdame geboren. Er heiratete Margareta Gräfin Somssich de Sáard in Preßburg am 30. Jänner 1902. Von 1891 bis 1897 im Range des Oberst war Moritz Graf Attems Regimentskommandant des K.u.k. Böhmisches Dragoner-Regiment „Herzog von Lothringen“ Nr. 7. Am  1. November 1897 (7. November 1897) avancierte er zum Generalmajor, am 1. Mai 1902 (rückwirkend am 27. April 1902) zum Rang Feldmarschallleutnant und am 1. April 1909 zum Titular General der Kavallerie und pensioniert.
Sein Onkel war der Feldmarschalleutnant Alexander Graf von Attems Freiherr auf Heiligenkreuz (1814–1896).